# Barometrska enačba
Barométrska enáčba opisuje pojemanje tlaka {\displaystyle p\!\,} z višino {\displaystyle z\!\,} v izotermnem ozračju:
{\displaystyle p(z)=p_{0}e^{-z/z_{0}}\!\,.}
V realnem ozračju se temperatura z višino spreminja, zato velja ta zveza le približno.

## Hidrostatična izpeljava
Izhaja se iz enačbe za hidrostatični tlak:
{\displaystyle {\frac {\mathrm {d} p}{\mathrm {d} z}}=-\rho g\!\,.}
Iz splošne plinske enačbe se lahko izrazi gostoto zraka {\displaystyle \rho \!\,}:
{\displaystyle \rho ={\frac {Mp}{RT}}\!\,.}
Ko se to vstavi v prejšnjo enačbo in preuredi, se dobi:
{\displaystyle {\frac {\mathrm {d} p}{p}}=-{\frac {Mg}{RT}}\,\mathrm {d} z=-{\frac {\mathrm {d} z}{z_{0}}}\!\,.}
Vpeljala se je oznaka {\displaystyle z_{0}=RT/Mg\!\,}. Enačbo na levi strani se najprej integrira od {\displaystyle p_{0}\!\,} do {\displaystyle p\!\,}, na desni pa od {\displaystyle z_{0}\!\,} do {\displaystyle z\!\,}, zatem pa se jo še antilogaritmira, tako da se dobi:
{\displaystyle p=p_{0}e^{-z/z_{0}}\!\,.}

## Statističnomehanska izpeljava
Izhaja se iz dejstva, da mora biti v ravnovesju kemijski potencial za vsako plast ozračja enak. V nasprotnem primeru bi neenakost kemijskih potencialov privedla do prenosa snovi med plastmi in porazdelitev snovi v ozračju ne bi bila ravnovesna.
Razliko kemijskih potencialov med izbrano referenčno ravnino ({\displaystyle z=0\!\,}) in poljubno drugo ravnino pri izbrani temperaturi {\displaystyle T\!\,} se zapiše kot:
{\displaystyle \mu -\mu _{0}={\overline {H}}-{\overline {H}}_{0}+RT\ln {\frac {p}{p_{0}}}\!\,.}
Pri tem je {\displaystyle \mu \!\,} kemijski potencial, {\displaystyle \mu _{0}\!\,} njegova vrednost pri {\displaystyle z=0\!\,}, {\displaystyle {\overline {H}}\!\,} entalpija na mol in {\displaystyle {\overline {H}}_{0}\!\,} njena vrednost pri {\displaystyle z=0\!\,}, {\displaystyle p\!\,} tlak in {\displaystyle p_{0}\!\,} njegova vrednost pri {\displaystyle z=0\!\,}, {\displaystyle R\!\,} pa splošna plinska konstanta. Zadnji člen izvira iz izraza za spremembo entropije pri izotermni spremembi.
Brez izgube splošnosti se lahko postavi {\displaystyle {\overline {H}}_{0}=0\!\,}. Na višini {\displaystyle z\!\,} je entalpija večja od referenčne za težnostno potencialno energijo:
{\displaystyle {\overline {H}}=Mgz\!\,.}
Pri tem je {\displaystyle M\!\,} molska masa plina, {\displaystyle g\!\,} pa težni pospešek. Odtod se dobi zvezo:
{\displaystyle Mgz=-RT\ln {\frac {p}{p_{0}}}\!\,.}
Če se jo antilogaritmira, se dobi izraz za pojemanje gostote z višino:
{\displaystyle p(z)=p_{0}\exp \left(-{\frac {Mgz}{RT}}\right)\!\,.}
Izraz je identičen prej izpeljanemu, če se postavi {\displaystyle z_{0}=RT/Mg\!\,.}